# 대전여자중학교
대전여자중학교(大田女子中學校)는 대한민국 대전광역시 중구 대흥동에 있는 공립 중학교이다.

## 학교 연혁
- 1921년 - 1945년 : 대전공립고등여학교(일본인 여학교)
- 1946년 2월 13일 : 대전공립여자초급중학교로 교명 변경
- 1947년 5월 13일 : 대전공립여자고급중학교로 개편(개교)
- 1951년 8월 31일 : 제1회 졸업식
- 1951년 9월 1일 : 대전여자중학교로 교명 변경
- 2023년 1월 10일 : 제73회 졸업식 181명 졸업 (연 인원 29,276명)
- 2023년 3월 2일 : 제76회 입학식 195명 입학
- 2023년 9월 1일 : 제28대 이복희 교장 취임

## 참고 자료
- 대전여자중학교 - 한국교육학술정보원 학교알리미